# Католицизм в Мавритании
Католицизм в Мавритании  или  Римско-Католическая Церковь  в Мавритании является частью всемирной Католической церкви. Численность католиков, проживающих в Мавритании составляет около 4 — 5 тысяч человек, большая часть которых являются иностранцами из Европы и стран Западной Африки. В Мавритании действует одна католическая епархия, 6 приходов.

## История
Прибытие первых католических миссионеров в Мавританию связано с европейской колонизацией Западной Африки. В XV веке здесь стали возникать португальские и испанские поселения, которые являлись перевалочными базами для вывоза рабов-африканцев. Вместе с торговцами в Мавританию прибывали католические священники, которые в основном обеспечивали пастырское попечение европейцев. В 1783 году по условиям Версальского мира территория нынешней Мавритании отошла к Франции. В 1920 году Мавритания стала частью Французской Западной Африки.
Во время колонизации здесь стали образовываться католические церковные структуры. В 1763 году была образована Апостольская префектура Сенегала, которая в 1963 году была преобразована в епархию Сен-Луи-де-Сенегал. 18 декабря 1965 года в Мавритании была образована епархия Нуакшота, подчиняющаяся непосредственно Святому Престолу.
В 1958 году в Мавританию прибыли священники из монашеской конгрегации Святого Духа, которые обслуживают верующих, проживающих в стране и занимаются благотворительной деятельностью. Деятельность Католической церкви в Мавритании, которая является мусульманской страной, не ограничена местным законодательством, кроме одного условия, запрещающего обращать в католицизм мусульман и открывать образовательные учреждения. Католическая церковь имеет в стране культурные центры, управляет детскими дошкольными учреждениями и библиотеками.
15 декабря 2016 года были установлены дипломатические отношения между Мавританией и Святым Престолом.